# 卡特鎮區 (印地安納州斯潘塞縣)
卡特鎮區（英語：Carter Township）是位於美國印地安納州斯潘塞縣的一個行政鎮區。

## 地方資料
根據2010年美國人口普查的數據，卡特鎮區的面積為93.50平方千米，當中陸地面積為92.80平方千米，而水域面積為0.70平方千米。當地共有人口3258人，而人口密度為每平方千米34.84人。